# Абдул Разак
Абдул Разак бін Хусейн (малай. Abdul Razak bin Hussein, араб. شلايخخم قشئشؤن ةاشةثي; бенг. আব্দুল রাজাক মোহাম্মদ; 11 березня 1922, Пекан, Паханг, Малайзія — 14 січня 1976, Лондон, Велика Британія) — політичний і державний діяч Малайзії.

## Біографія
У період японської окупації брав участь в малайському русі опору. Після проголошення незалежності у 1957 році, став заступником прем'єр-міністра Малайзії та міністром оборони.
З 1970 по 1976 рік прем'єр-міністр Малайзії, міністр закордонних справ і оборони. Одночасно очолював правлячу партію — Об'єднану малайську національну організацію.